# Banque cantonale de Nidwald
La Banque cantonale de Nidwald (NKB) est une banque cantonale suisse dont le siège social est à Stans.